# Drátkobeton
Drátkobeton je betonová směs vyztužená ocelovými drátky. Používá se na kontinuálně lité průmyslové podlahy a také jako stříkaný beton. Jedná se o beton, který obsahuje kovovou výztuž v podobě rovnoměrně rozptýlených drátků (kompozitní materiál). V 1 m³ směsi je rozptýleno cca 20–80 kg drátků. Díky tomu má drátkobeton zvýšenou houževnatost a značnou tahovou i tlakovou pevnost. Používá se zejména v průmyslovém stavebnictví jako podlahy v halách a skladovacích prostorech, vyztužování výrubu tunelů apod. Další výhodou drátkobetonu je odstranění nutné předcházející instalace kovové výztuže, jako je tomu u armovaného betonu.